# عدوى داخلية المنشأ
عدوى داخلية المنشأ هو مصطلحٌ طبي يُشير إلى مرضٍ ينشأ من عامل معدٍ (ممراضٍ) موجودٌ سابقًا في الجسم ولكن بدون أعراض.